# Modliszka zwyczajna
Modliszka zwyczajna, modliszka bigotek, wieszczka czczona (Mantis religiosa) – gatunek owada z rodziny modliszkowatych (Mantidae).
Jedyny przedstawiciel modliszek w Europie Środkowej. Ubarwienie ciała zielone, żółtozielone lub jasnobrązowe. Samce są zazwyczaj mniejsze od samic. Samice osiągają od 50 do 75 mm, w ogóle nie wykorzystują skrzydeł i zaniepokojone uciekają pieszo, a samce od 40 do 60 mm i podrywają się do krótkich lotów. Jak u wszystkich modliszek, pierwsza para odnóży przekształcona jest w narząd chwytny. Jej chwyt jest tak silny, że nawet tak duże i mocne owady jak koniki polne nie są w stanie się z niego wydostać. Można ją spotkać od sierpnia do października, kiedy jest dostatecznie ciepło. Jej środowiskiem życia są śródleśne łąki, polany i brzegi lasów. Poluje na inne owady lub pająki, siedząc nieruchomo na niskich roślinach i czekając, aż ofiara przybliży się na tyle, żeby można było chwycić ją parą przednich odnóży. Złapaną ofiarę zjada żywcem. Samica składa od 100 do 200 jaj w przylegającym do łodygi rośliny kokonie, zwanym ooteką.

## Biotop
Jako gatunek ciepłolubny, pozostaje aktywna przy temperaturach powyżej 10 °C, co sprawia, że najlepiej czuje się w miejscach dobrze nasłonecznionych i suchych. W Polsce modliszka preferuje mocno nasłonecznione polany i brzegi borów sosnowych porośnięte wrzosowiskami lub murawami psammofilnymi. Modliszka wyróżnia się unikalnymi preferencjami dotyczącymi środowiska życia.

## Rozmieszczenie geograficzne
Modliszka zwyczajna jest szeroko rozpowszechnionym gatunkiem modliszki o niemal kosmopolitycznym rozmieszczeniu. Występuje na wszystkich kontynentach z wyjątkiem Antarktydy i Ameryki Południowej (choć jej obecność w Australii wymaga potwierdzenia), ale została również introdukowana do Ameryki Północnej i Kanady, gdzie jej obecność jest często notowana. W krainach palearktycznej i nearktycznej osiąga 50° szerokości geograficznej północnej i rozszerzyła swoje rozmieszczenie na południe, docierając do Afryki Południowej i regionów indomalajskich.

### Rozmieszczenie w Polsce
Do niedawna w Polsce występowała tylko w części południowej na ciepłych i suchych stanowiskach. Do końca XX w. była spotykana głównie w Kotlinie Sandomierskiej i w niektórych rejonach Podkarpacia. Na początku XXI w. pojawił się szereg nowych stanowisk modliszki, jednak większość z nich zlokalizowana była w niewielkich odległościach od dwóch głównych populacji. Po roku 2010 zaczęły pojawiać się jednak nowe stanowiska w dalej położonych regionach: w Małopolsce i Górach Świętokrzyskich, Górnym Śląsku (w tym na Śląsku Opolskim), a nawet na południowym Mazowszu. W wyjątkowo ciepłym roku 2015 modliszkę zaobserwowano na Podlasiu i Pojezierzu Mazurskim, a w 2016 r. w Kampinoskim Parku Narodowym. Obecnie owada tego można spotkać w całym kraju – zasięg wyraźnie przesunął się na północ, spotykana jest w okolicach Białegostoku, Suwałk, Ełku, Olsztyna, jak i na zachód od dotychczasowych stanowisk.
Panuje powszechne przekonanie, że przesuwanie się zasięgu występowania modliszki ku północy związane jest z ocieplaniem się klimatu. W długie i ciepłe lata ma ona pod dostatkiem pokarmu, szczególnie owadów z rzędu prostoskrzydłych (koników polnych, pasikoników i innych szarańczowatych). Z kolei krótsze zimy z niewielką ilością umiarkowanie mroźnych dni powodują, że nie przemarzają kokony jajowe tego owada.

## Ochrona
Owad znajduje się w Polskiej Czerwonej Księdze jako EN („zagrożony wyginięciem – EN [Endangered]”) i jest objęty ścisłą ochroną gatunkową. Od 2016 roku jest także na Światowej Czerwonej Liście IUCN jako gatunek najmniejszej troski (LC – Least Concern). Do najpoważniejszych zagrożeń należy niszczenie siedlisk dogodnych dla tego gatunku, a więc siedlisk otwartych (polany) w obrębie kompleksów leśnych.

## Galeria

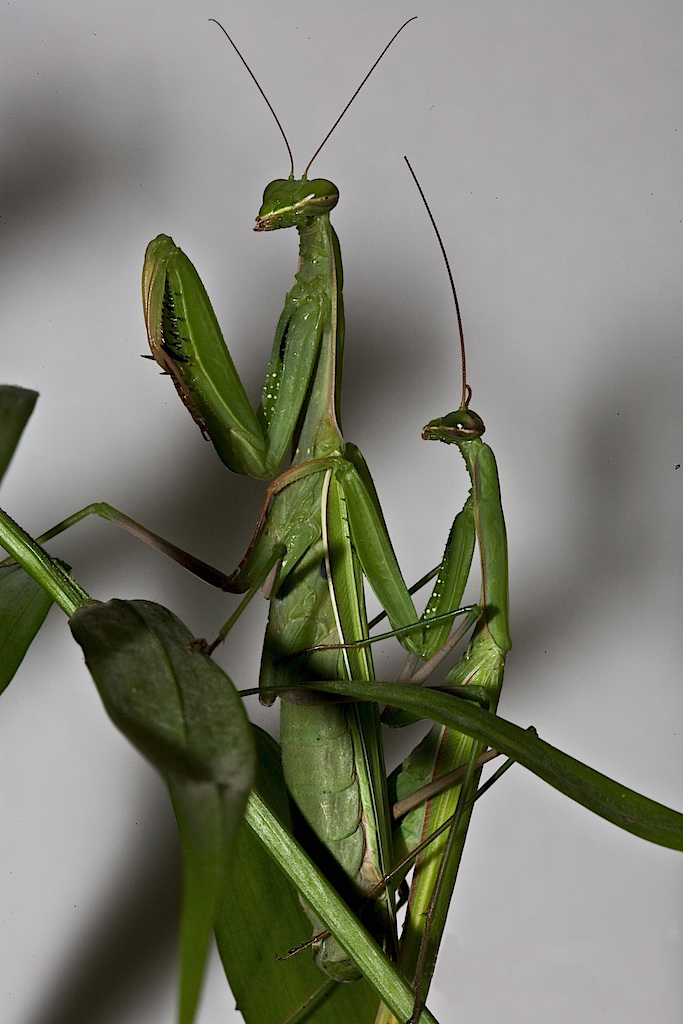
Kopulacja modliszki zwyczajnej
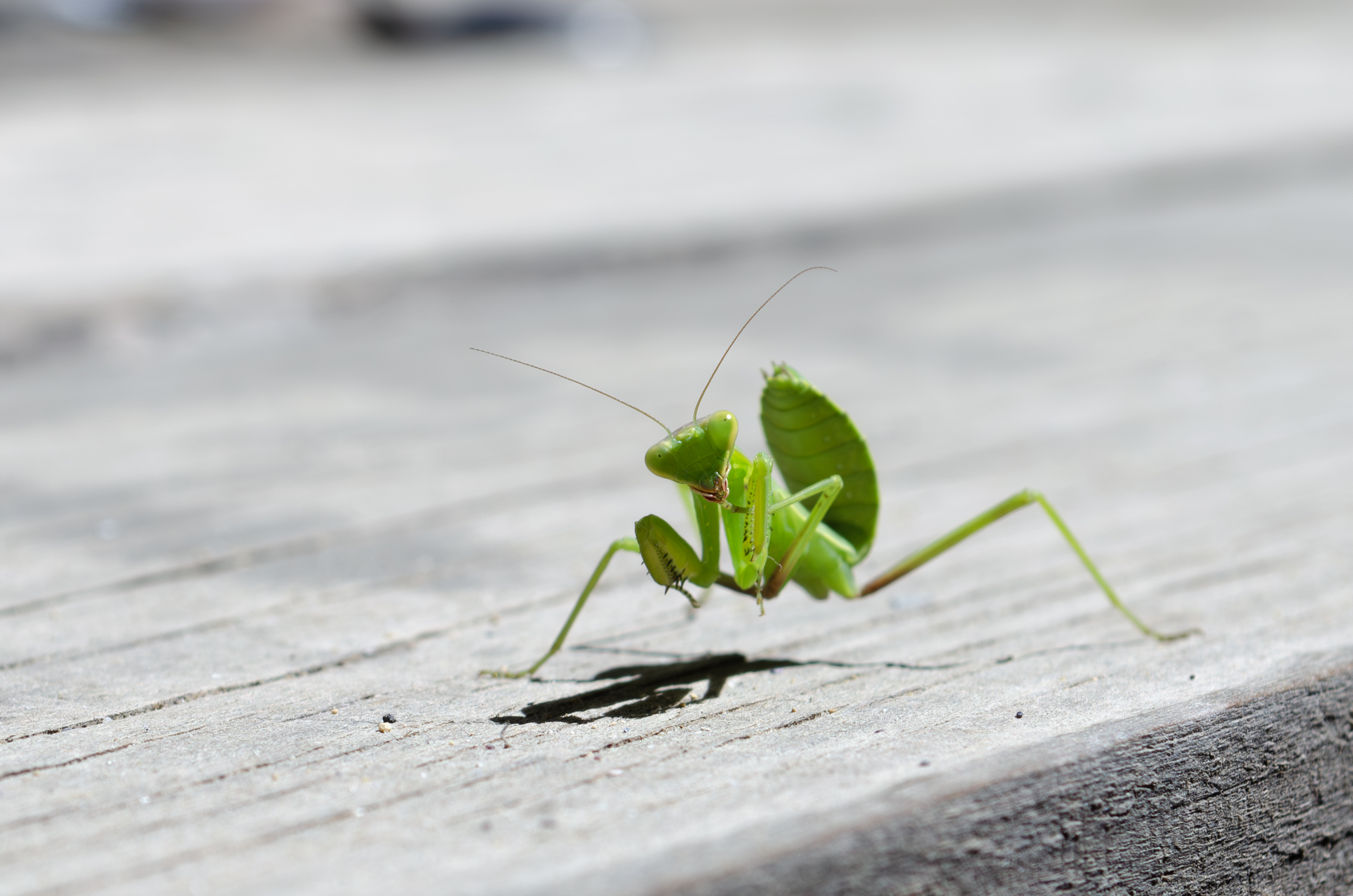
Modliszka zwyczajna (Mantis religiosa)
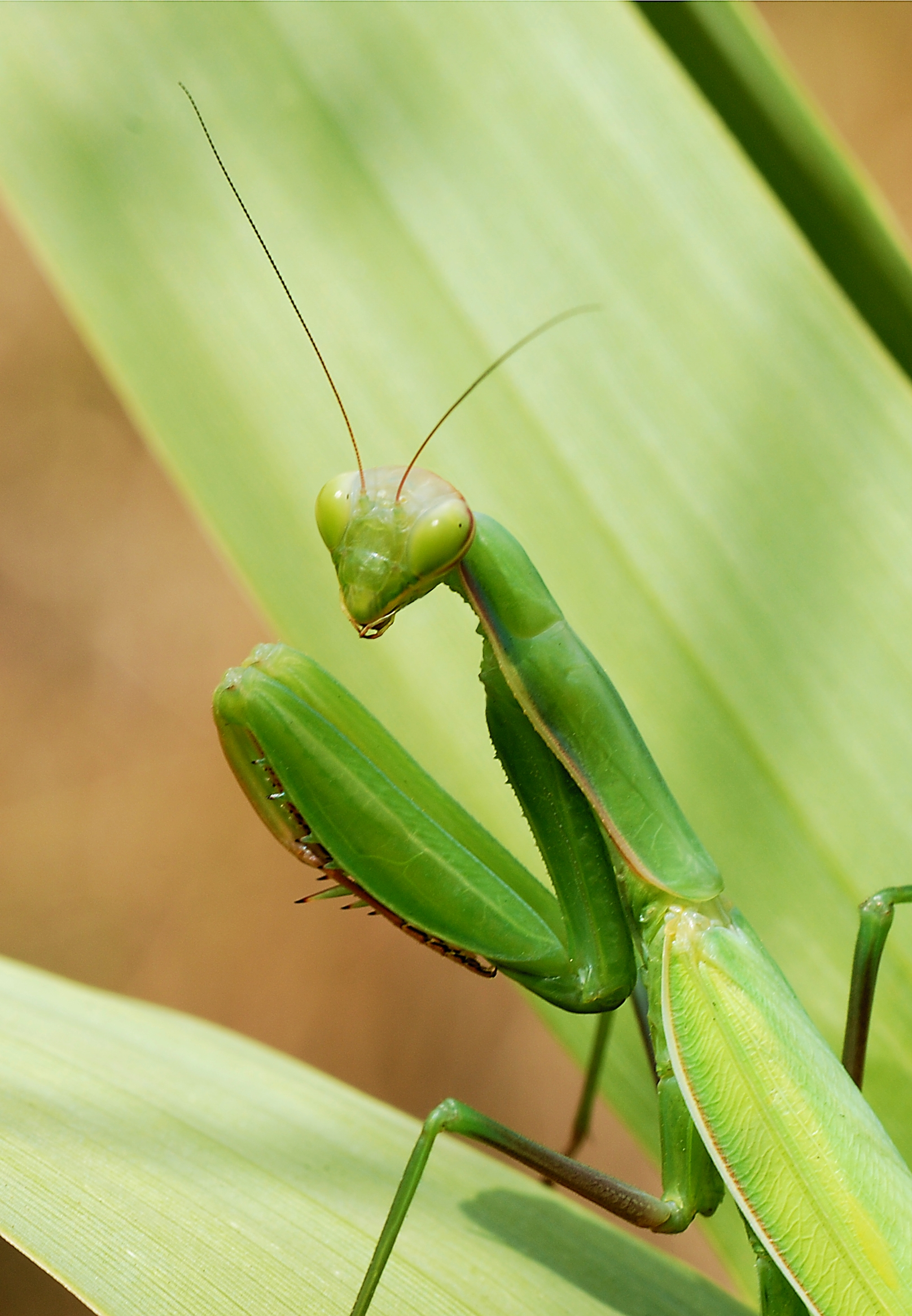
Mantis religiosa
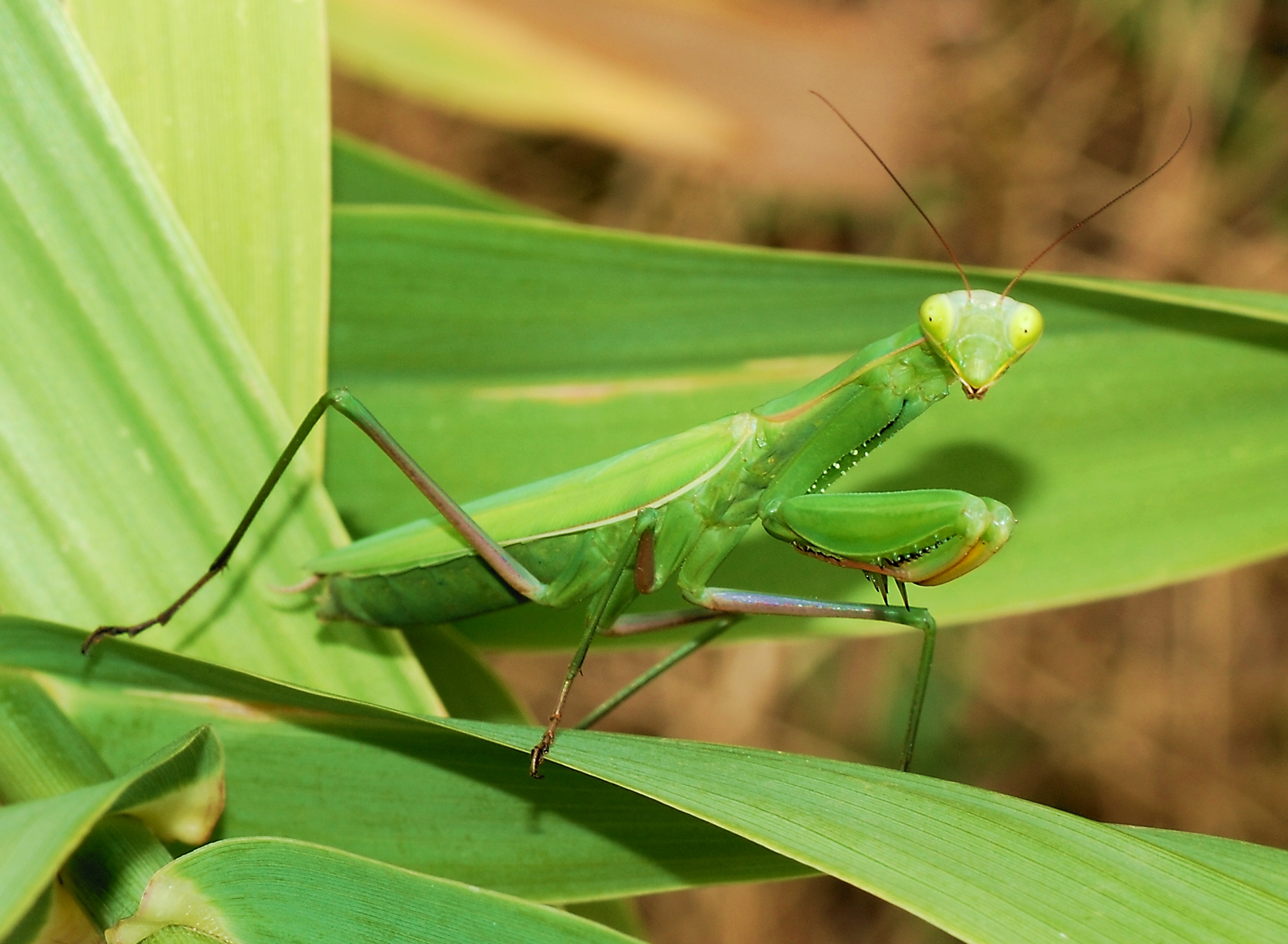
Modliszka zwyczajna (Mantis religiosa), samica. Widok z boku. Siedzi na liściu.
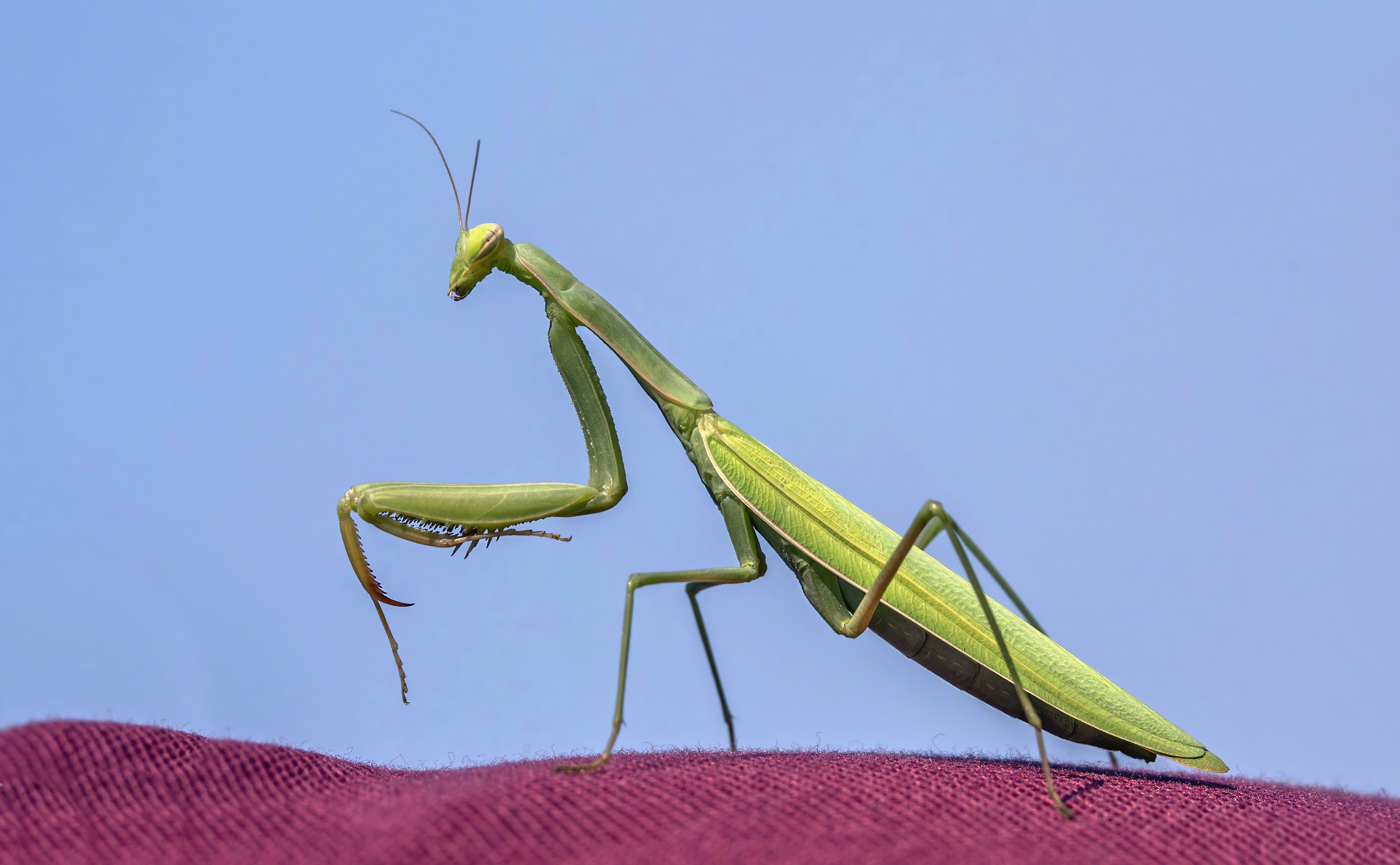
Dorosła samica